# Schindler

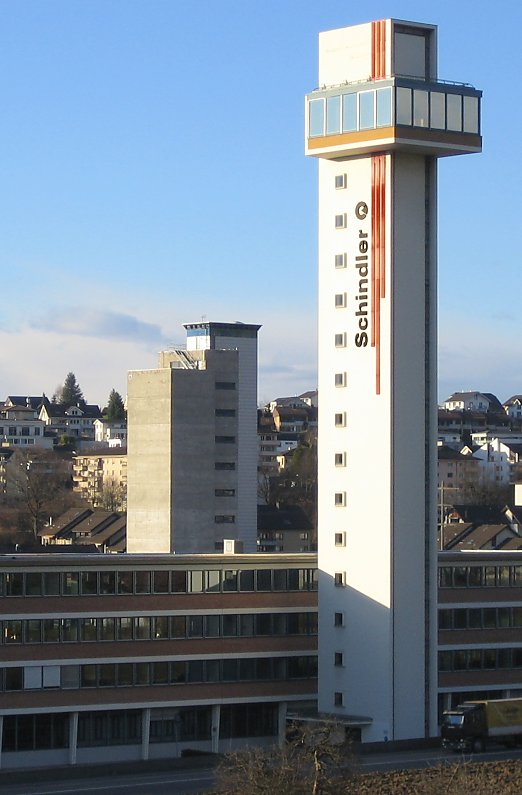
Испытательная башня Шиндлер со старым лого в Эбиконе, Швейцария

Schindler, «Ши́ндлер» — швейцарская группа компаний, один из крупнейших производителей эскалаторов, лифтов и травалаторов. Основана Робертом Шиндлером и Эдуардом Виллигером в 1874 году в Швейцарии. Штаб-квартира расположена в Хергисвиле (кантон Нидвальден).

## История
Компания была основана в Люцерне в 1874 году Робертом Шиндлером и Эдуардом Виллигером. Первоначально она называлась Schindler & Villiger, но в 1892 году Виллигер ушёл из неё, и название было изменено на Robert Schindler. Компания производила лифты, в основном для отелей и промышленных предприятий. В 1901 году Роберт Шиндлер продал компанию своему брату Альфреду. Первая зарубежная дочерняя компания была создана в 1906 году в Германии, за ней последовали филиалы в других странах. В 1915 году компания начала собственное производство электромоторов для лифтов, а в 1920 году расширила ассортимент продукции подъёмными кранами. В 1936 году начался выпуск эскалаторов.
В 1957 году был открыт новый завод в Эбиконе (кантон Люцерн), туда же была перенесена штаб-квартира. К концу 1950-х годов Schindler стала крупнейшим производителем лифтов в Европе. В 1960-х годах были куплены доли в нидерландской компании Westdijk и в австрийской компании Wertheim-Werke. В 1970 году была зарегистрирована холдинговая компания Schindler Holding AG. К 1974 году в группу Schindler входило 56 дочерних компаний в Западной Европе, Латинской Америке и Африке, в ней работало более 22 тысяч сотрудников. В 1979 году Schindler вышла на рынок США, купив компанию Haughton Elevator, которая базировалась в Огайо. В 1985 году операции в США и Канаде были объединены в Schindler Elevator Corporation. В том же году в Торонто Schindler установила свой первый двухэтажный лифт.
В 1980 году было создано China Schindler Elevator Co., первое промышленное совместное предприятие КНР с западной компанией. Второе совместное предприятие компании в Китае, Suzhou Elevator Company, было учреждено в 1988 году. Также в 1980-х годах компания вышла на рынки Австралии, Индии, Японии и Новой Зеландии. Кроме этого, компания расширила сферу деятельности, купив контрольные пакеты акций в вагоностроительном компании FFA Flug- und Fahrzeugwerke и компании ALSO Holding, которая занималась оптовой торговлей вычислительной техникой.
В 1985 году в компании прошла смена руководства, ключевые посты заняли Альфред Шиндлер, Люк Боннар и Ули Зигг. Первым делом они сократили производственные мощности до 6 заводов: Эбикон и Локарно в Швейцарии, Мюлуз и Мелён во Франции, Сарагоса в Испании и Берлин в Германии. В 1989 году было куплено подразделение лифтов Westinghouse Electric Corporation. В 1991 году на заводе в Эбиконе произошёл пожар, в 1994 году производство там было полностью прекращено. В сентябре 1991 года был открыт завод в Клинтоне (Северная Каролина), а в 1995 году — завод эскалаторов в Сучжоу (КНР). В середине 1990-х годов компания стала крупнейшим производителем лифтов в мире с долей на рынке 20 %. В 1997 году на рынок была представлена самоходная кабина лифта SchindlerMobile; поскольку ей не требовались машинное помещение и тросы, монтаж занимал всего три дня. В 1998 году был куплен немецкий производитель комплектующих для лифтов и эскалаторов Haushahn Group, тогда же было продано вагоностроительное подразделение.
В феврале 2007 года 5 производителей лифтов (ThyssenKrupp, Kone, Schindler Holding, Otis Elevator и Mitsubishi Elevator Europe) были оштрафованы Еврокомиссией на 992 млн евро за создание картельного сговора. В 2011 году была продана доля в ALSO Holding.

## Собственники и руководство
Потомкам основателя (семьям Шиндлер и Боннар) принадлежит 68,6 % голосов. Альфред Шиндлер (Alfred N. Schindler, род. в 1949 году) и Люк Боннар (Luc Bonnard, род. в 1946 году) входят в состав совета директоров.
Сильвио Наполи (Silvio Napoli, род. в 1965 году) — председатель совета директоров с 2014 года и генеральный директор с 2022 года, в компании с 1994 года. Также член совета директоров Eaton Corporation.

## Деятельность
Выручка группы за 2022 год составила 11,35 млрд швейцарских франков, её распределение по регионам: Европа, Ближний Восток и Африка — 43 %, Америка — 28 %, Азиатско-Тихоокеанский регион — 29 %. Крупнейшими рынками являются США (21 % выручки), Китай (16 % выручки) и Швейцария (10 %).
В списке крупнейших публичных компаний мира Forbes Global 2000 за 2023 год Schindler Holding заняла 1126-е место.

## В России
Первый филиал группы компаний Schindler был открыт в 1912 году в Санкт-Петербурге. Закрытое Акционерное Общество «Шиндлер» было сформировано в 2002 году. Офисы компании были расположены в Москве, Санкт-Петербурге, Нижнем Новгороде, Волгограде. С июня 2018 года АО «Шиндлер».
Оборудование компании установлено на ключевых объектах недвижимости в России среди которых «Башня Федерация», БЦ «Оружейный» в Москве, «Лахта центр» в Санкт-Петербурге и другие. Однако на российском рынке лифтов компания занимала по состоянию на 2022 год всего 0,7 %.